# Wilhelm Bayer
Wilhelm Albert Ludwig Bayer (ur. 15 kwietnia 1894 w Gröningen, zm. 9 grudnia 1949 w Krakowie) – zbrodniarz nazistowski, jeden z funkcjonariuszy pełniących służbę niemieckich obozach koncentracyjnych i SS-Obersturmführer. 
Z zawodu był urzędnikiem. Uczestniczył w I wojnie światowej. Członek SS od lutego 1936 (nr identyfikacyjny 292029) i NSDAP od 1 maja 1937 (nr legitymacji partyjnej 5720904). W kwietniu 1940 został wcielony do Waffen-SS i przydzielony do służby w obozie Dachau. Bayer został pisarzem w komendanturze, a w listopadzie 1942 awansował na stanowisko oficera sądowego SS i kierownika wydziału szkolenia załogi obozu. 1 listopada 1943 przeniesiono go do obozu w Majdanku, gdzie został również oficerem sądowym. Taką samą funkcję sprawował w KL Auschwitz-Birkenau od 15 grudnia 1943 do 1 października 1944, a następnie w KL Flossenbürg od 1 października 1944 do 20 kwietnia 1945. Wreszcie od 20 do 27 kwietnia 1945 Bayer był ponownie oficerem sądowym i kierownikiem szkolenia załogi SS w KL Dachau.
Skazany 2 czerwca 1949 przez Sąd Okręgowy w Krakowie na karę śmierci. Wyrok wykonano przez powieszenie 9 grudnia 1949 w Krakowie.